# یوهان یوهانسن
یوهان یوهانسن (انگلیسی: Johan Johansen؛ زادهٔ) دوچرخه‌سوار اهل دانمارک است.